# 배우 수업 (1978년 영화)
"배우 수업"은 한국에서 제작된 이형표 감독의 1978년 영화이다. 이대근 등이 주연으로 출연하였고 강대진 등이 제작에 참여하였다.

## 출연

### 주연
- 이대근
- 정영숙
- 조재성
- 최영주

## 기타
- 원작자: 강유일
- 조명: 김진도
- 녹음: 손인호